# Burcht Ansembourg

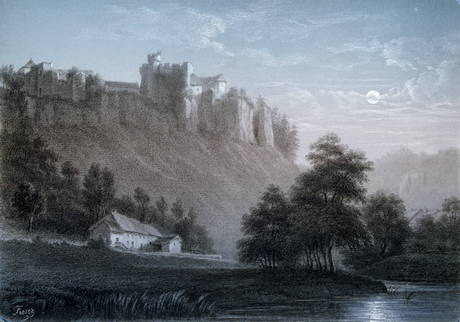
Een 19e-eeuws schilderij van Jean-Baptiste Fresez met de burcht erop.

Burcht Ansembourg (Luxemburgs: Buerg Aansebuerg, Frans: Vieux Château d'Ansembourg, Duits: Burg Ansemburg) is een burcht in Centraal-Luxemburg. Burcht Ansembourg is een van de kastelen die bij de vallei van de Zeven Kastelen hoort.

## Geschiedenis
De burcht wordt in 1135 voor het eerst vermeld. Toen was het in bezit van Hubert d'Ansembourg. De burcht is waarschijnlijk gebouwd in het midden van de 12de eeuw. In het begin van de 14de eeuw zijn de zuidwestelijke torenpoort en de noordelijke toren gebouwd door Jofroit d'Ansembourg. In 1565 werd de hoofdingang gebouwd. In 1683 werd het kasteel beschadigd door de Franse troepen. In de 17de eeuw werd hierdoor het nieuwe Château D’Ansembourg gebouwd. Tegenwoordig is de burcht eigendom van graaf Gaston-Gaëtan de Marchant et d'Ansembourg. Hij kreeg de burcht na het overlijden van zijn vader. De burcht is privéterrein en daarom niet te bezichtigen. In het gebouw is wel een hotel ondergebracht.